# Итачи Учиха (Наруто)
Uchiha Itachi (на японски: うちは イタチ) е персонаж от манга/аниме поредицата Наруто създадена от Masashi 
Kishimoto. Той е липсващ нинджа от Селото скрито в Листата (Konoha). Член е на организацията Акатски, а негов партньор е Кисаме Хошигаки. Той се включва в Акатски като двоен агент на АНБУ за да ги разследва. Престъплението което извършва спрямо клана си е неговото прикритие за да се присъедини към Акатски. Единствения
човек който не успява да убие е неговия по-малък брат Саске. Преди да напусне селото Итачи казва на Третия (Сарутоби) да не разкрива на Саске истинската причина поради която е избил клана си и е напуснал селото. Това е и причината която кара Саске да намрази Коноха(Shippuuden).
Итачи (鼬) има шаринган, с който е много трудно да го победят.

## Събития
Когато Итачи е на 12 години, той унищожава целият клан Учиха по заповед на Данзо и Третия хокаге, но оставя Саске жив. Итачи напуска Коноха, но преди това отива при Третия Хокаге и го моли да пази Саске и да не разкрива истината за унищожението на клана си. След това убиецът бяга от селото и се присъединева към организацията Акатски (престъпна организация). Итачи получава мисията на Акатски – залавянето за всички опашати зверове и става много издирван престъпник. Тогава Коноха започва да го преследва, за да го залови.
Във втората част на анимето Наруто (Naruto Shippuuden), Итачи бива преследван от своя брат, който иска да го убие. Итачи казва на Саске, че Мадара Учиха е жив и му разказва за неговото минало. Дългата битка и опасните техники нанасят сериозни рани на Итачи. Преди да настъпи смъртта му той се приближава до Саске и го удря леко по челото, казвайки: „Съжалявам, Саске, това е за последно!“. По това се разбира, че той оставя малкия си брат да го победи, защото иска да стане силно шиноби, което да е способно да защити Коноха. По време на Четвъртата Велика Нинджа война Итачи е съживен от Кабуто чрез „Edo Tensei“ и изпратен заедно с Нагато да са бие с Наруто. При битката си с Наруто, Итачи успява да се измъкне от контрола на Кабуто използвайки един от своите гарвани, скрит в Наруто. Този гарван притежава окото на най-надарения от клана Учиха – Учиха Шисуи. Неговият Мангекю Шаринган може да накара всеки да прави каквото той иска без противника му да разбере че е контролиран. Итачи използва техниката на Шисуи „Koto Amatsukami“ върху себе си за да се освободи от контрола на „Edo Tensei“ техниката и да помогне на Наруто да запечата Нагато.
Когато идва краят на живота му Итачи е на половина сляп, поради прекаленото използване на своите очни техники (шаринган). След като се освобождава от конрола на Кабуто той тръгва към него за да спре „Edo Tensei“. Той и Саске се бият срещу него и с помощта на техниката „Izanami“, Итачи вкарва Кабуто в илюзия и го кара да спре техниката.

## Техники
Итачи е един от малкото нинджи от клана Учиха отключили Мангекю Шарингана (другите са Фугаку, Обито, Саске, Изуна, Мадара и Шисуи). Тцукойоми е една от трите техники родени от шарингана му. Тя представлява Генджутсу в което болката в илюзията се прехвърля в реалния свят. Аматерасу е втората техника родена от Мангекю Шарингана. Това е черен огън, който гори докато не унищожи целта, на която се е фокусирало окото. Последната техника е Сусано'о. Тази техника дава защита на нинджата, и атака. Оръжието на Сусано'о на Учиха Итачи е „Мечът Тоцука“ (или т.н. „Мечът на Сакегари“). Той има силата да запечатва. Предполага се, че всяко нещо, което прониже бива запечатано за цяла вечност. За защита използва един от „Душевните предмети“. Нарича се огледалото Ята и отблъсква всичко. С тази атака и защита Итачи е недосегаем. Слабото му място е, че очите му не са вечни като на Учиха Мадара и не може да използва Сусано'о за много време.